# Ernst Geßner

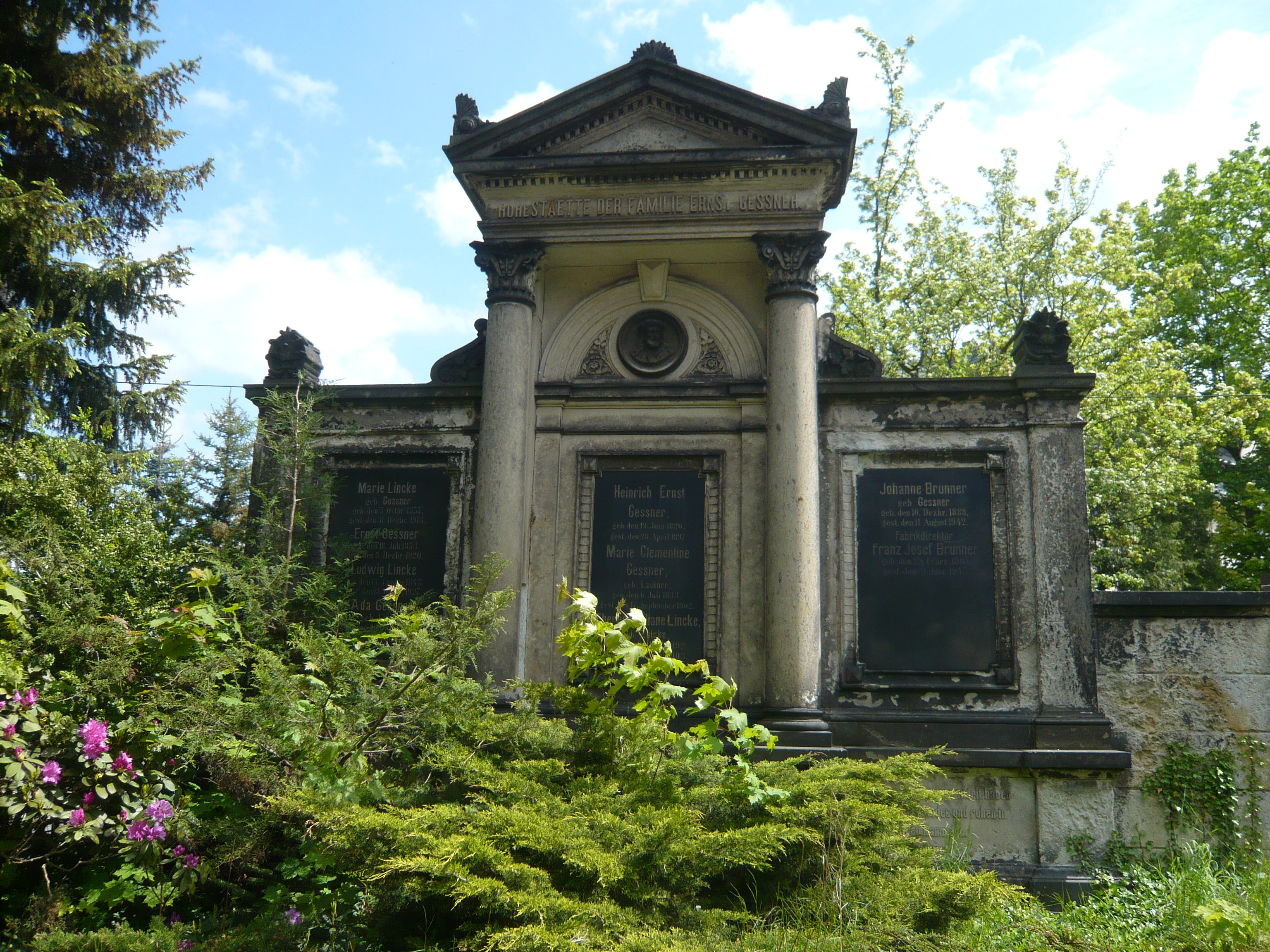
Familiengrabstätte Gessner auf dem St.-Nicolai-Friedhof in Aue

Heinrich Ernst Geßner (häufig auch Gessner geschrieben) (* 18. Juni 1826 in Lößnitz; † 28. April 1897 in Aue), gelernter Tuchmacher, gründete in Aue im Jahr 1872 eine eigene Textilmaschinenfabrik, nachdem er zunächst selbst Textilien produziert hatte. Geßner gilt als einer der Pioniere der Maschinenbauindustrie im Auer Tal.

## Leben

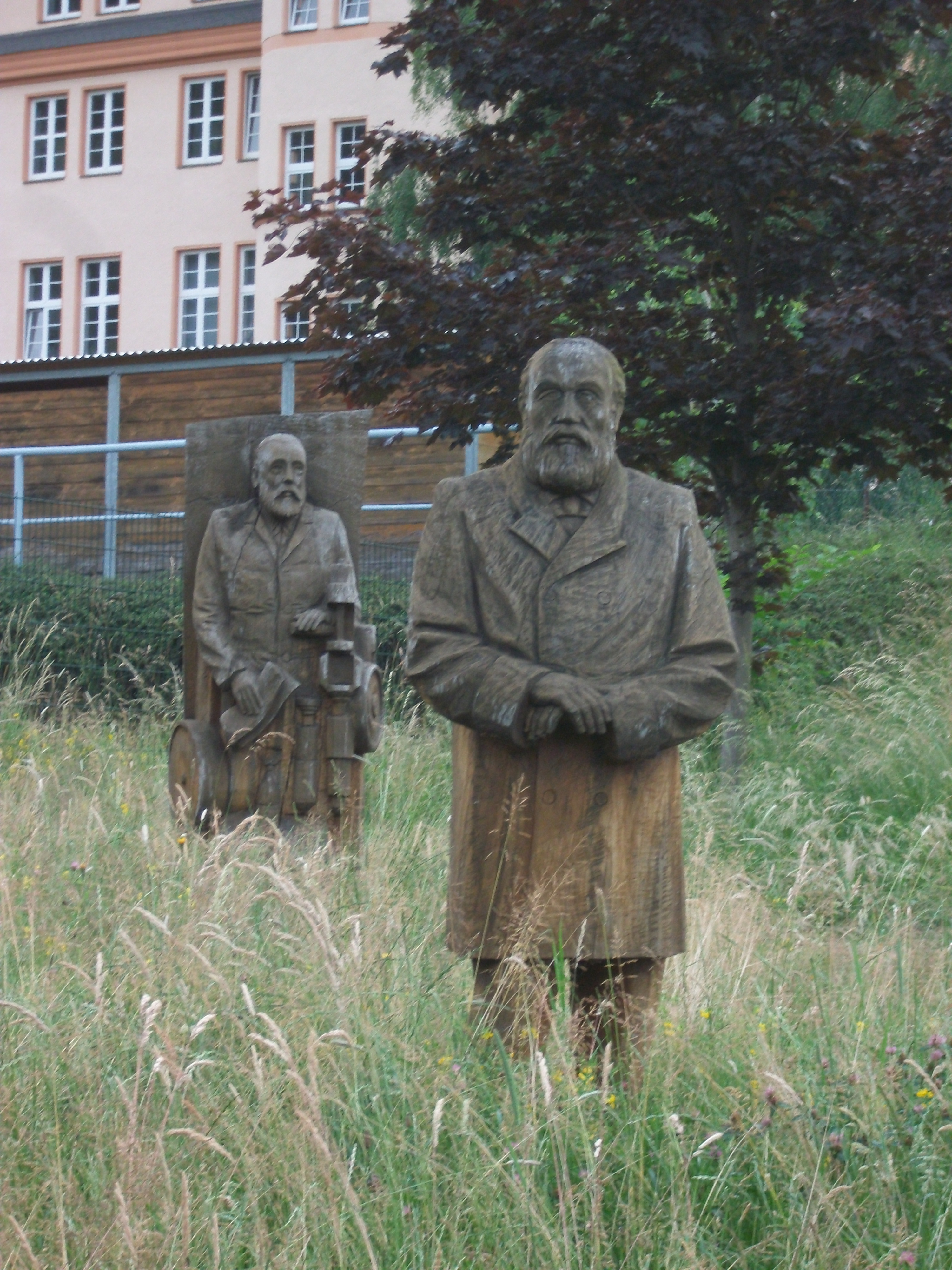
Carl Erdmann Kircheis und Ernst Geßner (Skulpturen in Aue)

Ernst Gessner war der Sohn des Lößnitzer Tuchmachers Christian Traugott Gessner und erlernte nach dem Schulabschluss den Beruf des Tuchmachers im väterlichen Betrieb in Lößnitz, der einer von 132 Tuchmachereien in dieser Stadt war. Nach der Lehre ging Ernst Gessner 1843 auf Wanderschaft und vervollständigte seine Kenntnisse in renommierten Textilfabriken im Raum Sachsen (unter anderem in Crimmitschau und Großenhain) sowie in Reichenberg (seit 1945 Liberec) in Böhmen. Zurückgekehrt erwarb der 23-Jährige 1849 für 9.710 Taler am 1. Dezember 1849 die Holbergsche Bleich- und Appreturanstalt im Zentrum von Aue und stellte ab 1850 hier eigene Textilien her. Die Grundstücksgröße und die Lage am Wasser waren ideal für die Expansion der Geschäftstätigkeit.
In der Nähe befand sich die Baumwollspinnerei der Gebrüder Lauckner, die zur Verarbeitung ihrer Materialien selbst Maschinen herstellten. Gessner erfuhr davon und übertrug die Idee auch auf seine Tuchmacherei, das heißt, er entwickelte und baute die benötigten Maschinen selbst. Aus den freundschaftlichen Kontakten zur Laucknerschen Fabrik entstand eine Beziehung zur Fabrikantentochter Marie Clementine Lauckner (1833–1902), die er bald ehelichte.
Zur stetigen Verbesserung der Produktion und Erleichterung der Tätigkeit seiner Arbeiter tüftelte Geßner unentwegt an Verbesserungen. So gelang ihm 1853 die Herstellung einer Doppelrau(h)maschine genannten Vorrichtung, die den Herstellungsprozess oberflächenveredelter Textilien stark beschleunigte. Zu dieser Neuheit soll ihn einer Überlieferung nach ein Gang durch ein Kornfeld inspiriert haben, in welchem ihm die lila blühenden Distelköpfe die Hose aufgeraut haben sollen.
Nachdem Geßner 1855 seine Maschinen auf der Weltausstellung in Paris ausgestellt und dafür ein Diplom von Napoleon III. erhalten hatte, wurde seine Maschinenfabrik in aller Welt bekannt. Er konnte binnen weniger Jahre 300 Maschinen vor allem nach England und in die USA exportieren, finanzielle Engpässe entstanden durch nicht bezahlte Rechnungen für Maschinenlieferungen nach Russland. – Wegen der Nähe zum Fluss Mulde verwüstete im Juli 1858 ein Hochwasser große Teile seiner Fabrik. Alle diese Ereignisse überstand der Fabrikant trotzdem weitestgehend unbeschadet. Ab 1872 konzentrierte sich Geßner nur noch auf die Maschinenherstellung und ließ dazu auf dem Gelände auch eine Gießerei errichten. Um diese besser auszulasten, versuchte er sich mit der Herstellung von Eisenbahnwagen für die Sächsischen Staatseisenbahnen. Dieser Produktionszweig musste jedoch bald wegen eines vernichtenden Brandes in einer Halle eingestellt werden.
Geßner entwickelte in den folgenden Jahren weitere technische Neuerungen, mit denen er schließlich einen Ingenieurabschluss und den Doktortitel erlangen konnte. Eine später vorgenommene Zusammenstellung nennt insgesamt 155 an Geßner erteilte Patente.
Ab 1897 übernahm sein Sohn Ernst Geßner die Fabrikleitung, später führte der Ehemann der Enkeltochter Franz Josef Brunner das Unternehmen weiter. Die Textilmaschinenfabrik Ernst Geßner erlebte Hochs und Tiefs in ihrer Entwicklung. Nach der Gründung der DDR wurde aus dem Privatbetrieb der VEB Textima Aue und nach der Wende entstanden die Kannegießer Aue GmbH und das Unternehmen Xetma Vollenweider GmbH.
Er hatte einen Sohn (Ernst, 1851–1920) und eine Tochter (Marie verh. Lincke, 1857–1913). – Alle Mitglieder der Familie Geßner sind auf dem Auer Friedhof St. Nicolai beigesetzt (siehe Einleitungsfoto).

## Ehrungen
Der ab Mitte des 19. Jahrhunderts mit Postamtsgebäude, einer Schule und einigen Wohnhäusern bebaute frühere Sandplatz wurde nach dem Maschinenbaufabrikanten in Ernst-Geßner-Platz benannt. Diesen Namen behielt er bis um 1953, da nannten die Stadtverantwortlichen die Anlage in Generalissimus-Stalin-Platz um. Als um 1960 der Name Stalin aus den deutschen Städten verschwand, wurde der Platz zunächst Karl-Marx-Platz, ab 1962 jedoch Postplatz genannt.
In Lößnitz, dem Geburtsort von Ernst Geßner, trägt eine Straße seinen Namen.

In einer später veröffentlichten Darstellung wird Geßners Engagement für Aue wie folgt gewürdigt: 

„Die Maschinenfabrik und Eisengießerei Ernst Gessner gibt ein erfreuliches Bild echt erzgebirgischer Ausdauer, Strebsamkeit und Arbeit, hervorgegangen aus den epochemachenden Erfindungen ihres Begründers, bezeugt sie die Schaffenskraft des menschlichen Geistes, wenn derselbe sich den fruchtbringenden Ideen der Industrie mit Ernst und Hingabe widmet.“